# Clematis hookeriana
Clematis hookeriana är en ranunkelväxtart som beskrevs av Harry Howard Barton Allan. Clematis hookeriana ingår i släktet klematisar, och familjen ranunkelväxter. Utöver nominatformen finns också underarten C. h. lobulata.